# 777 a.C.
Il 777 a.C. (DCCLXXVII a.C. in numeri romani) è un anno  dell'VIII secolo a.C.